# Джеймс Патрік Келлі
Джеймс Патрік Келлі (англ. James Patrick Kelly; *11 квітня 1951) — американський письменник-фантаст. На його рахунку 6 романів і багато оповідань і повістей, удостоєних нагород і премій «Г'юґо», «Неб'юла», «Asimov's Reader Poll» і «SF Chronicle».
Келлі зі своїм другом Джоном Кесселом брав участь у суперечці між «гуманістами» та кіберпанкерами на стороні «гуманістів», хоча й є автором кількох оповідань у жанрі кіберпанк.
1995 року він отримав  премію «Г'юґо» (тобто голосували читачі) за коротку повість «Думай як динозавр». У 1999-му читачі знову проголосували за його коротку повість «1016 до 1». Повість «Опік» виграла премію «Неб'юла (голосували автори) 2006 року.

## Життєпис
Джеймс Патрік Келлі народився 11 квітня 1951 року в Мінеола, штат Нью-Йорк. Навчався в університеті Нотр-Дам в штаті Індіана, де в 1972 році здобув науковий ступінь у галузі англійської літератури. Двічі (у 1974 і 1976 роках) проходив курси наукової фантастики в майстерні «Clarion Workshop», з 1977 року займається письменницькою діяльністю на професійній основі.
Перше оповідання Джеймса Келлі «Dea Ex Machina» опубліковано в 1975 році. У наступних творах Келлі нерідко порушував тему взаємних реляцій гуманізму і кіберпанку (оповідання «The Prisoner of Chillon», «Щур», «Solstice»). Дебютний роман Келлі «Планета пошепки» вийшов 1984 року.
З 1998 року Джеймс входить до ради з мистецтв штату Нью-Гемпшир, а з 2004 року очолює її.
В даний час Джеймс Патрік Келлі, крім написання книг, викладає в літературних майстерень «Clarion» і «Sycamore Hill Writer's Workshop».

### Романи
- Планета шепотів (1984). Нью-Йорк: Tor Books.
- Берег свободи (1985). — Нью-Йорк: Книги Bluejay (з Джоном Кесселлом)
- Подивіться на сонце (1989). — Нью-Йорк: Tor Books.
- Дика природа (1994). — Нью-Йорк: Tor Books.
- Яйце Омега (2007) (з Тобіасом С. Бакеллом та іншими)

### Оповідання та повісті
- 1975 року — «Dea Ex Machina»;
- 1981 року — «Останній контакт» (Last Contact);
- 1982 рік — «На пам'ять про ...» (In Memory of);
- 1983 рік — «Затишшя» (Still Time);
- 1983 рік — «Найжорстокіший місяць» (The Cruelest Month);
- 1984 року — «Крук» (Crow);
- 1984 року — «Пляж Свободи» (Freedom Beach) — у співавторстві з Джоном Кесселом;
- 1984 року — «Друг» (Friend) — у співавторстві з Джоном Кесселом;
- 1985 рік — «Сонцестояння» (Solstice);
- 1985 рік — «Минуле» (The Last);
- 1986 рік — «Щур» (Rat) — номінант премій «Г'юго» 1986 року і 1987 року;
- 1986 рік — «Шильонський в'язень» (The Prisoner of Chillon) — лауреат премії «Asimov's Reader's Award» в 1987 році;
- 1987 рік — «Демон» (Daemon);
- 1988 рік — «Тил» (Home Front);
- 1990 рік — «Містер Бой» (Mr. Boy) — нагороджено премією часопису «Asimov's Readers 'Award» в 1991 році;
- 1990 рік — «Поширення світла в вакуумі» (The Propagation of Light in a Vacuum);
- 1991 рік — «Погром» (Pogrom) — продовження оповідання «Тил»;
- 1994 рік — «Дідусь Різдво» (Grandfather Christmas) — у співавторстві з Робертом Фрейзером;
- 1995 рік — «Правдива історія про загибель світу» (The True History of the End of the World) — у співавторстві з Джоном Кесселом і Джонатаном Летхемом;
- 1995 рік — «Думати як динозавр» (Think Like a Dinosaur);
- 1996 рік — «Перший закон термодинаміки» (The First Law of Thermodynamics);
- 1999 рік — «10 ^ 16 до 1» (10 to 16 to 1);
- 2001 рік — «Недоробки» (Undone);
- 2001 рік — «Незвичайні відвідувачі» (Unique Visitors);
- 2002 рік — «Пиха» (Hubris);
- 2002 рік — «Щастя» (Luck);
- 2004 рік — «Від чоловіків одні проблеми» (Men are Trouble);
- 2005 рік — «Пожежа» (Burn).

- 2005 рік — «Межа нічого» (The Edge of Nowhere)
- 2005 рік — «Шоу Лейли» (The Leila Torn Show)
- 2008 рік — «Несподівана вечірка» (Surprise party)
- 2013 рік — «Обіцянка космосу» (The Promise of Space)
- 2014 рік — «Колись» (Someday)